# Euphorbia spellenbergiana
Euphorbia spellenbergiana är en törelväxtart som beskrevs av Mark Hasslock Mayfield och Victor W. Steinmann. Euphorbia spellenbergiana ingår i släktet törlar, och familjen törelväxter. Inga underarter finns listade i Catalogue of Life.